# Janvier 1912

## Événements
- Première grève générale au Portugal.

- 1er janvier : 
  - Constitution du gouvernement de la République de Chine par Sun Yat-sen.
  - Le Code civil suisse entre en vigueur.
- 5 - 17 janvier : VIe conférence du POSDR à Prague. Rupture entre bolcheviks et mencheviks.
- 7 et 8 janvier : victoire italienne sur la Turquie à la bataille de Kunfuda en mer Rouge.
- 8 janvier : conférence de Bloemfontein. Naissance d’un parti bantou en Afrique du Sud : African National Congress (ANC).
- 10 janvier : le lieutenant Charles Samson est le premier pilote britannique à décoller depuis un navire : il quitte à bord d'un Short S.38 une plate-forme aménagée sur le cuirassé HMS Africa.
- 12 janvier : succès socialiste aux élections au Reichstag en Allemagne. Les conservateurs n’obtiennent que 163 sièges pour 197 aux progressistes. Victoire des sociaux-démocrates : avec 34,8 % des suffrages, il s’assurent 110 sièges. C’est le parti le plus représenté. Au lendemain du scrutin, les libéraux, effrayés par la poussée socialiste, rejettent l’idée d’une alliance regroupant tous les réformateurs. Le chancelier ne peut pas trouver une majorité susceptible de voter les projets de réforme.
- 13 janvier :
  - France : démission de Joseph Caillaux, jugé trop conciliant avec l’Allemagne;
  - à Pau, le Français Jules Védrines bat le record de vitesse pure en avion : 145,177 km/h sur un monoplan « Derperdussin » à moteur Gnome de 100 chevaux et à bougies Oléo, supplantant le record de Nieuport : 133,136 km/h[1].
- 14 janvier, France : Raymond Poincaré devient président du Conseil (fin le 18 janvier 1913).
- 16[2] -18 janvier[3] : la flotte italienne arraisonne deux bateaux français — le Carthage et le Manouba — qui faisaient route vers la Tunisie, parce qu’ils transportaient un avion et une mission du Croissant vert ottoman. Il s’ensuit un grave incident diplomatique que le président du conseil italien Giovanni Giolitti résout en se soumettant au jugement de la Cour de La Haye.
- 21 janvier, France : création du mouvement des Jeunes Radicaux.
- 29 janvier : l'Américain Blatchke bat le record d'altitude en avion : 4 260 m.

## Naissances
- 4 janvier : Gianfranco Contini, critique littéraire et philologue italien († 28 mars 1990).
- 9 janvier : Juliette Huot, comédienne canadienne († 16 mars 2001).
- 15 janvier :
  - Michel Debré, homme politique français († 2 août 1996).
  - Jean-Denis Malclès, peintre, affichiste et décorateur français († 30 mai 2002).
- 28 janvier : Jackson Pollock, peintre américain († 11 août 1956).

## Décès
- 24 janvier : Johannes Hermanus Barend Koekkoek, peintre néerlandais (° 6 juillet 1840).